# Araeopsylla elbeli
Araeopsylla elbeli är en loppart som beskrevs av Hamilton Paul Traub 1954. Araeopsylla elbeli ingår i släktet Araeopsylla och familjen fladdermusloppor. Inga underarter finns listade i Catalogue of Life.